# Defter
Defter (ili tefter), katastarski je poreski popis koje je vodilo Osmansko carstvo, skoro od samog svog nastanka. Defteri su sadržavali podatke o selima, domaćinstvima i broju ukućana (odrasli muškarci i udovci), kao i etničkim grupama na prostoru carstva.
Sve zvanične knjige osmanske administracije i računovodstva, svi zapisnici i protokoli, kao i svi pojedinačni akti koji imaju karakter nekog popisa, spiska ili obračuna nazivaju se defteri.

## Etimologija
Defter dolazi od grčke reči diphtera – „koža“, koja se u nedostatku papirusa koristila za pisanje. Ova reč je ušla u persijski jezik u obliku defter a u značenju pergament, iako je već u starom veku u persijskom jeziku ta reč označavala posebnu vrstu zvaničnih spisa, popis, spisak. Iz persijskog ta je reč prešla u arapski i turski i u sve mongolske jezike. U savremenom turskom jeziku defter znači svaku svesku, beležnicu.

## Upotreba reči
Zbog šireg značenja reči defter, razni defteri u smislu osmanskih popisa su bliže označavani dodavanjem drugih reči koje su bliže određivale njihovu vrstu i karakter. Osmanske katastarske knjige nazivaju se Tapu defterleri („popisne knjige“). One su proizvod rada specijalnih državnih komisija koje su na licu mesta popisivale izvore državnih prihoda radi oporezivanja imanja. 
Većina sačuvanih deftera čuva se u Arhivu predsedništva vlade u Istanbulu u Turskoj. Osmanski katastarski popisi vršeni su ozbiljno i podaci u njima se uzimaju sa punim povjerenjem jer su rađeni prvenstveno sa aspekta feudalnih prihoda i obaveza potčinjenog stanovništva i njhove raspodele u kojoj se morala poštovati tačnost. Defteri predstavljaju jedan od najznačajnijih segmenata izvorne građe za proučavanje istorije osmanskog doba na teritoriji koju je obuhvatalo Osmansko carstvo. Izuzetno su značajni za izučavanje demografije, društva, ekonomije, topografije i uopšte svih sfera osmanskog prisustva.